# Симулятор бога
Симуля́тор бо́га — жанр компьютерных игр, в которых игрок управляет сообществом игровых объектов и персонажей в роли некоей высшей сущности, обладающей сверхъестественными силами. Симуляторы бога пересекаются с жанрами симуляторов жизни и стратегическими играми.

## Виды реализаций
Добиться такого эффекта можно несколькими способами. Самый простой — это дать играющему готовую расу (или народ) и предоставить возможность управления стихиями и ландшафтами. Второй способ — это предоставить игроку расу или нацию в зачаточной стадии развития и поставить задачу провести её по полному циклу развития до гибели или достижения высшей цели (как полёт к альфе Центавра в игре Сида Мейера Civilization).
Интересной особенностью наиболее чистых представителей жанра — Populous, а затем Dungeon Keeper и Black & White является непрямое управление (игрок, как правило, не отдаёт приказы напрямую юнитам, а создаёт такие условия, чтобы они действовали по его плану).
Существует вид симулятора бога, в котором сам игрок может создать персонажа и играть за него (например, The Sims).

## История
Хотя выделяют множество игр, повлиявших на сам жанр, первой игрой в жанре широко считается Populous студии Bullfrog, вышедшая в 1989 году. Разработанная Питером Молиньё, игра установила шаблон игрового процесса жанра, где игрок обладает божественными силами, и которые растут пропорционально увеличению количества его сторонников. Игра даёт игроку сверхъестественные силы, с помощью которых можно управлять землёй и природой, и которые можно использовать для добра или зла. Некоторые из этих игровых элементов были эмулированы другими играми в жанре стратегии в реальном времени, которые дают игроку более прямой контроль. Заметные гибриды в жанре включают игру ActRaiser, изданную для приставки Super NES в 1990 году. Populous также оказала влияние на Dungeon Keeper, игру в гибридном жанре, разработанную Питером Молиньё в 1997 году. Серия Populous также оказала влияние на игры Black & White и Godus Молиньё.